# Баллада об острове Уоллис
«Баллада об острове Уоллис» (англ. The Ballad of Wallis Island) — фильм режиссёра Джеймса Гриффитса. Главные роли в фильме исполнили Кэри Маллиган, Том Басден и Тим Ки. Басден и Ки также выступили соавторами сценария.
Фильм откроет 42-й Мюнхенский международный кинофестиваль в 2025 году. Исполнители главных ролей Кэри Маллиган, Том Басден, Тим Кей и режиссёр Джеймс Гриффитс представят картину лично.

## Сюжет
Эксцентричный миллионер нанимает своего любимого музыканта, чтобы тот выступил для него на удалённом необитаемом острове. Втайне он также нанимает бывшего товарища по группе и бывшую девушку музыканта. Однако напряжение возрастает, когда шторм изолирует их на острове.

## В ролях

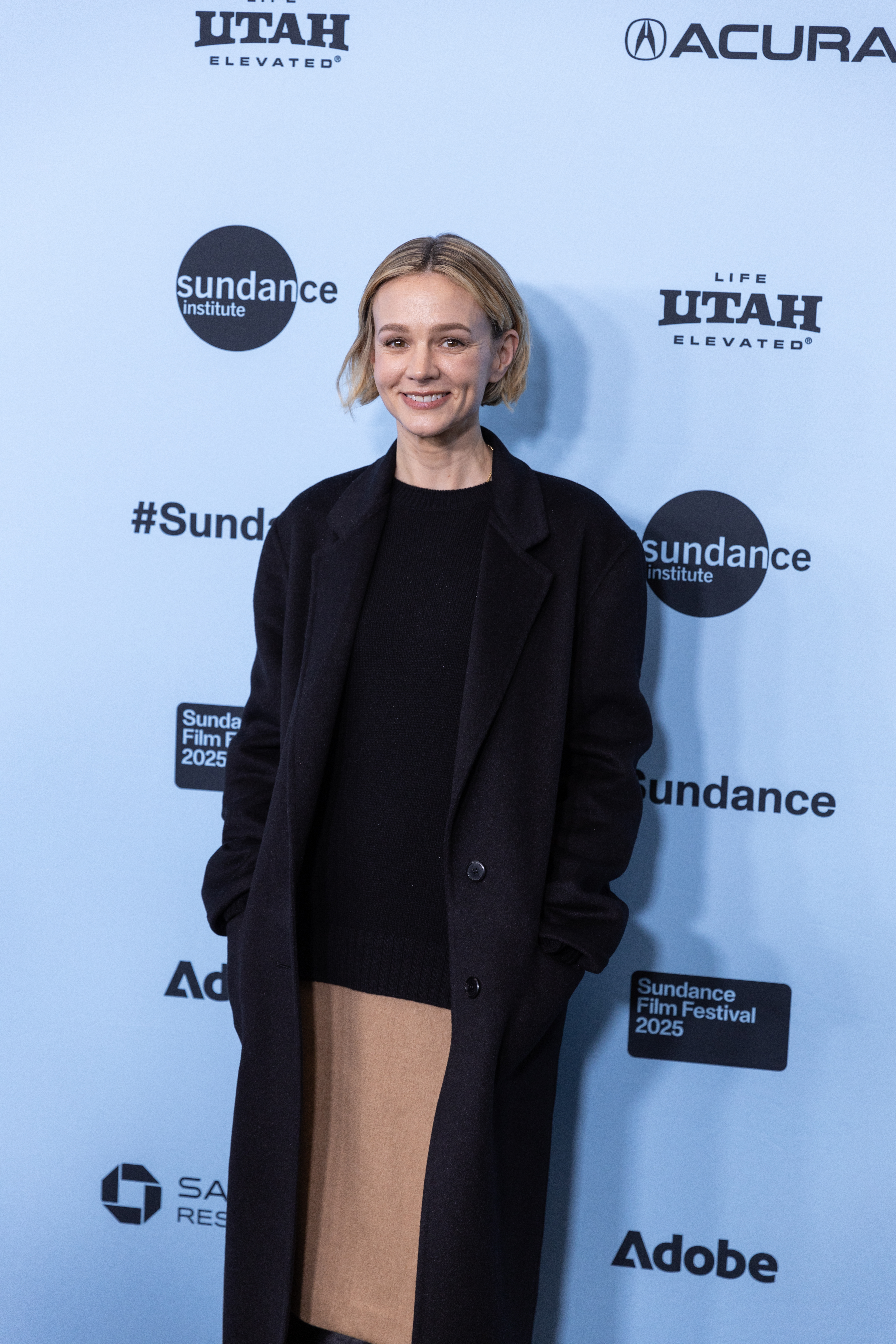
Кэри Маллиган представляет фильм на фестивале «Сандэнс» в 2025 году

- Кэри Маллиган — Нелл Мортимер
- Тим Ки — Чарльз
- Том Басден — Херб Магуайр
- Сиан Клиффорд — Аманда
- Акемнжи Ндифорньен —

## Производство
Проект начался как короткометражный фильм, снятый Ки и Басденом совместно с Джеймсом Гриффитсом и спродюсированный компанией Moxie Pictures. Фильм The One and Only Herb McGwyer Plays Wallis Island стал лучшим короткометражным фильмом на Эдинбургском международном кинофестивале и был номинирован на премию BAFTA 2008 года за лучший короткометражный фильм.
Продюсером полнометражного фильма, первоначально получившего название One For the Money, стал Руперт Мадженди, а кинопрокатом занималась компания Bankside Films. В марте 2024 года компания Focus Features приобрела права на проект, теперь получивший название The Ballad of Wallis Island, а Universal Pictures занялась международным кинопрокатом.
Съёмки были запланированы в Уэльсе на 2023 год.